# قائمة جامعات الصين

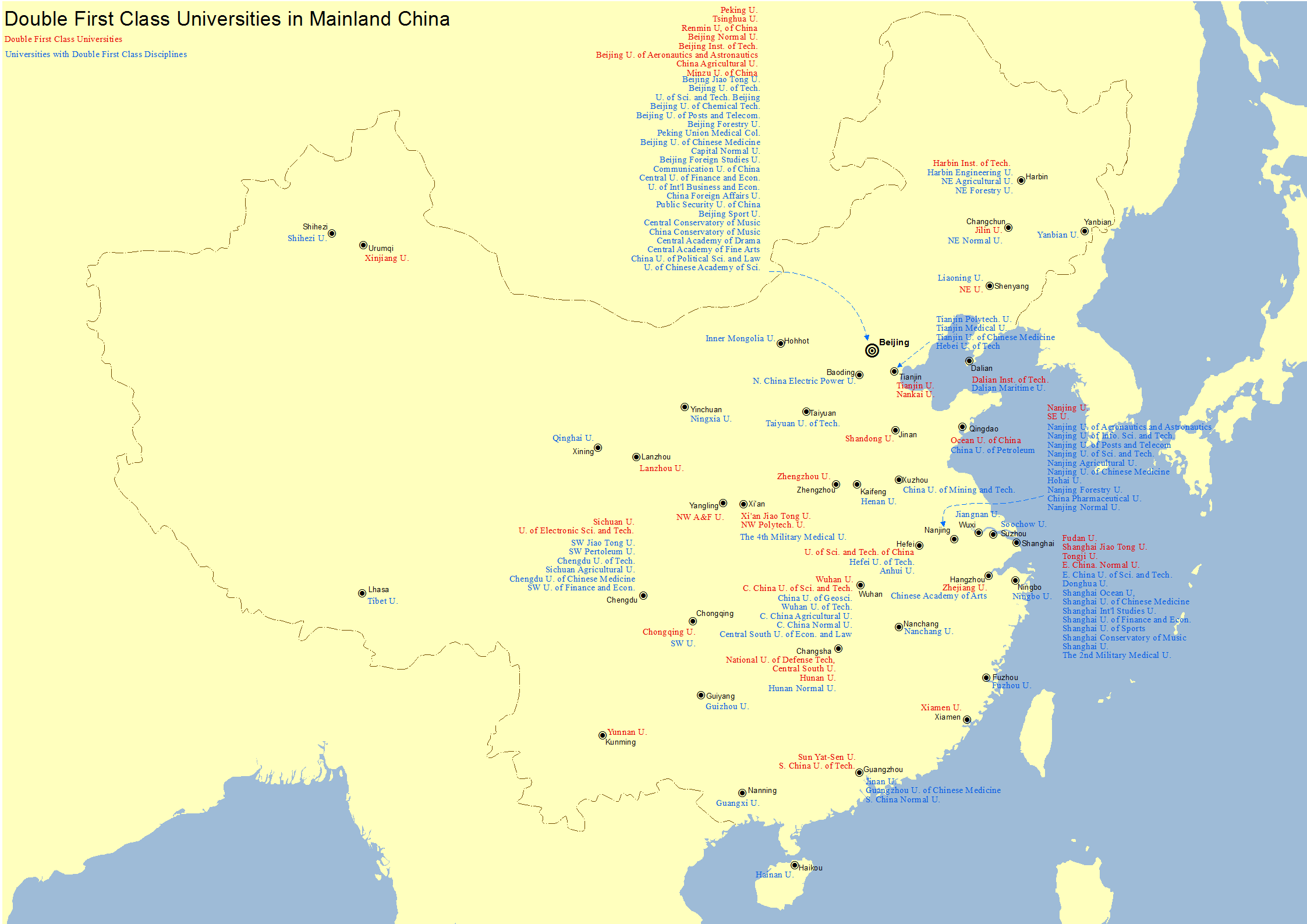
خريطة توضح مواقع الجامعات الكبرى في بر الصين

هذه المقالة عبارة عن قائمة غير شاملة للجامعات في الصين التي يتم تعريفها بجمهورية الصين الشعبية في بر الصين الرئيسي ومناطق هونغ كونغ وماكاو.
بحلول سبتمبر 2021 كان هناك 3012 كلية وجامعة وأكثر من 40 مليون طالب مسجلين في بر الصين الرئيسي و 156 كلية في المنطقة الحرة في جمهورية الصين. من 2016 إلى 2020 تخرج أكثر من 40 مليون طالب صيني من الجامعة. بالتزامن مع دمج العديد من الجامعات الحكومية، كان هناك توسعا سريعا للقطاع الخاص في الصين القارية منذ التسعينيات. وعلى الرغم من أن الالتحاق بالجامعات الخاصة غير واضح، فقد ذكر أحد التقارير أنه في عام 2006 شكلت الجامعات الخاصة حوالي 6٪ أو حوالي 1.3 مليون من 20 مليون طالب مسجلين في التعليم العالي الرسمي في الصين. إن جودة الجامعات والتعليم العالي في الصين معترف بها دوليًا حيث أنشأت الصين تعاونًا تعليميًا وتبادلات مع 188 دولة ومنطقة و 46 منظمة دولية كبرى، ووقعت اتفاقيات مع 54 دولة مثل الولايات المتحدة وبريطانيا وأستراليا وألمانيا بشأن الاعتراف المتبادل من مؤهلات التعليم العالي والدرجات الأكاديمية.
تمتلك الصين ثاني أكبر عدد من أفضل الجامعات في العالم (الأعلى في منطقة آسيا وأوقيانوسيا). في عام 2017، كان لدى الصين أكبر عدد من المنشورات العلمية. فحتى عام 2022، كانت الصين تمتلك أكبر عدد من الجامعات (247) بما في ذلك في تصنيف جامعة ليدن. أدرجت أكثر من 2500 جامعة في الصين في ترتيب ويبوميتركس لجامعات العالم. بغض النظر عن مجموعة متنوعة من التصنيفات حول الجامعات في الصين، فإن وزارة التعليم في الصين لا تؤيد أو تعترف بأي تصنيف يتم إجراؤه بواسطة طرف ثالث.

## جامعات جمهورية الصين الشعبية

### مضاعفة خطة الجامعة من الدرجة الأولى
في أكتوبر 2015 نشر مجلس الدولة لجمهورية الصين الشعبية `` الخطة الشاملة لتعزيز بناء جامعات عالمية من الدرجة الأولى وتخصصات من الدرجة الأولى '' (الخطة الشاملة لخطة جامعية من الدرجة الأولى المزدوجة) بهدف تطوير جامعات صينية رفيعة المستوى بشكل شامل في مؤسسات عالمية المستوى من خلال بناء وتعزيز تخصصاتهم وكلياتهم، وتطوير الجامعات المدرجة في هذه الخطة إلى جامعات «من الدرجة الأولى على مستوى العالم» بحلول عام 2050.
في سبتمبر 2017 نشرت القائمة الكاملة لجامعات وتخصصات الخطة الجامعية من الدرجة الأولى المزدوجة من قبل وزارة التعليم الصينية ووزارة المالية الصينية واللجنة الوطنية للتنمية والإصلاح في الصين. أدرجت 140 جامعة صينية راقية في خطة جامعة الدرجة الأولى المزدوجة. وفي فبراير 2022 وبموافقة مجلس الدولة الصيني نٌشرت القائمة المحدثة «جامعات الدرجة الأولى المزدوجة» من قبل وزارة التعليم ووزارة المالية واللجنة الوطنية للتنمية والإصلاح. بغض النظر الجامعات المتبقية البالغ عددها 140، أضيفت 7 جامعات حديثًا إلى خطة الجامعة من الدرجة الأولى المزدوجة وألغيت التصنيفات الجامعية السابقة ضمن الخطة.
تمثل جامعات الدرجة الأولى المزدوجة البالغ عددها 147 جامعة ما يقرب من 4.88٪ من إجمالي 3012 جامعة وكلية في الصين، وهي تمثل الجزء الأكبر من مؤسسات التعليم العالي الصينية. وحتى عام 2022، أدرجت 110 جامعة مزدوجة من الدرجة الأولى بين جامعات البر الرئيسي الصيني في القائمة المختصرة لأفضل 1000 جامعة في العالم حسب التصنيف الأكاديمي للجامعات العالميةـ بما في ذلك 61 من أفضل 500 جامعة و38 من أفضل 300 جامعة و26 من أفضل 200 جامعة و8 من أفضل 100 جامعة.
| المحافظة / البلدية | مدينة          | الجامعة |
| ------------------ | -------------- | --- |
| بكين (34)          | بكين (34)      | - جامعة بكين للدراسات الأجنبية - جامعة بكين للغابات - معهد بكين للتكنولوجيا - جامعة بكين جياوتونغ - جامعة بكين للمعلمين - جامعة بيهانغ - جامعة بكين للتكنولوجيا الكيميائية - جامعة بكين للطب الصيني - جامعة بكين للبريد والاتصالات - جامعة بكين للتكنولوجيا - جامعة العاصمة العادية - الأكاديمية المركزية للدراما - الأكاديمية المركزية للفنون الجميلة - المعهد المركزي للموسيقى - الجامعة المركزية للتمويل والاقتصاد - جامعة الصين الزراعية - معهد الصين للموسيقى - جامعة الشؤون الخارجية الصينية - جامعة الصين لعلوم الأرض (بكين) - جامعة الصين للبترول (بكين) - جامعة الصين للتعدين والتكنولوجيا (بكين) - جامعة الصين للعلوم السياسية والقانون - جامعة الاتصالات الصينية - جامعة مينزو الصينية - جامعة شمال الصين للطاقة الكهربائية - كلية طب اتحاد بكين - جامعة بكين - جامعة الأمن العام الشعبية في الصين - جامعة الرينمين الصينية - جامعة تسنغوا - جامعة الأكاديمية الصينية للعلوم - جامعة الأعمال الدولية والاقتصاد - جامعة العلوم والتكنولوجيا بكين |
| جيانغسو (16)       | سوزهو          | - جامعة الصين للتعدين والتكنولوجيا |
| جيانغسو (16)       | ووشى           | - جامعة جيانغنان |
| جيانغسو (16)       | سوجو           | - جامعة سوشو |
| جيانغسو (16)       | نانجينغ (13)   | - جامعة الصين الصيدلانية - جامعة هوهاي - جامعة نانجينغ للملاحة الجوية والملاحة الفضائية - جامعة نانجينغ الزراعية - جامعة نانجينغ للغابات - جامعة نانجينغ الطبية * - جامعة نانجينغ العادية - جامعة نانجينغ - جامعة نانجينغ للطب الصيني - جامعة نانجينغ لعلوم وتكنولوجيا المعلومات - جامعة نانجينغ للبريد والاتصالات - جامعة نانجينغ للعلوم والتكنولوجيا - جامعة الجنوب الشرقي |
| شنغهاي (15)        | شانغهاي (15)   | - جامعة دونغهوا - جامعة شرق الصين العادية - جامعة شرق الصين للعلوم والتكنولوجيا - جامعة فودان - الجامعة الطبية العسكرية الثانية - معهد شانغهاي للموسيقى - جامعة شانغهاي الدولية للدراسات - جامعة شانغهاي جياو تونغ - جامعة شانغهاي أوشن - جامعة شانغهاي تك * - جامعة شانغهاي - جامعة شانغهاي للتمويل والاقتصاد - جامعة شانغهاي للرياضة - جامعة شانغهاي للطب الصيني التقليدي - جامعة تونغجي |
| غوانغدونغ (8)      | غوانغدونغ (7)  | - جامعة قوانغتشو الطبية * - جامعة قوانغتشو للطب الصيني - جامعة الجنان - جامعة جنوب الصين الزراعية * - جامعة جنوب الصين للمعلمين - جامعة جنوب الصين للتكنولوجيا - يات صن جامعة الشمس |
| غوانغدونغ (8)      | شنجن           | - الجامعة الجنوبية للعلوم والتكنولوجيا * |
| شنشي (8)           | شيان (7)       | - جامعة تشانغآن - الجامعة الطبية العسكرية الرابعة - جامعة شيان جياوتونغ - جامعة Xidian - جامعة شنشي للمعلمين - جامعة نورث ويست - جامعة نورث وسترن للفنون التطبيقية |
| شنشي (8)           | شيانيانغ       | - جامعة نورث ويست إيه آند إف |
| سيتشوان (8)        | تشنغدو (7)     | - جامعة تشنغدو للتكنولوجيا - جامعة تشنغدو للطب الصيني التقليدي - جامعة سيتشوان - جامعة جنوب غرب جياوتونغ - جامعة جنوب غرب البترول - جامعة ساوث وسترن للتمويل والاقتصاد - جامعة العلوم والتكنولوجيا الإلكترونية في الصين |
| سيتشوان (8)        | ياان           | - جامعة سيتشوان الزراعية |
| خوبي (7)           | ووهان (7)      | - جامعة الصين لعلوم الأرض (ووهان) - جامعة ووهان - جامعة هواتشونغ للعلوم والتكنولوجيا - جامعة ووهان للتكنولوجيا - جامعة هواتشونغ الزراعية - جامعة هواتشونغ العادية - جامعة تشونغنان للاقتصاد والقانون |
| تيانجين (6)        | تيانجين (6)    | - جامعة خبي للتكنولوجيا - جامعة نانكاي - جامعة تيانجين الطبية - جامعة تيانجونج - جامعة تيانجين - جامعة تيانجين للطب الصيني التقليدي |
| هونان (5)          | تشانغشا (4)    | - جامعة وسط الجنوب - جامعة هونان العادية - جامعة هونان - الجامعة الوطنية لتكنولوجيا الدفاع |
| هونان (5)          | شيانغتان       | - جامعة شيانغتان * |
| هيلونغجيانغ (4)    | هاربين (4)     | - جامعة هاربين الهندسية - معهد هاربين للتكنولوجيا - جامعة الشمال الشرقي الزراعية - جامعة شمال شرق الغابات |
| لياونينغ (4)       | شنيانغ (2)     | - جامعة لياونينغ - جامعة نورث إيسترن |
| لياونينغ (4)       | داليان (2)     | - جامعة داليان البحرية - جامعة داليان للتكنولوجيا |
| آنهوي (3)          | خفي (3)        | - جامعة انهوي - جامعة خفي للتكنولوجيا - جامعة العلوم والتكنولوجيا في الصين |
| جيلين (3)          | تشانغتشون (2)  | - جامعة جيلين - جامعة نورث إيست نورمال |
| جيلين (3)          | يانجي          | - جامعة يانبيان |
| شاندونغ (3)        | تشينغداو (2)   | - جامعة المحيط الصينية - جامعة الصين للبترول (هوادونغ) |
| شاندونغ (3)        | جينان          | - جامعة شاندونغ |
| جيجيانغ (3)        | هانغتشو (2)    | - أكاديمية الصين للفنون - جامعة تشجيانغ |
| جيجيانغ (3)        | نينغبو         | - جامعة نينغبو |
| تشونغتشينغ (2)     | تشونغتشينغ (2) | - جامعة تشونغتشينغ - جامعة الجنوب الغربي |
| فوجيان (2)         | شيامن          | - جامعة شيامن |
| فوجيان (2)         | فوزهو          | - جامعة فوزهو |
| هاينان (2)         | كايفنغ         | - جامعة خنان |
| هاينان (2)         | تشنغتشو        | - جامعة تشنغتشو |
| شانسي(2)           | تاي يوان       | - جامعة شانشي * - جامعة تاييوان للتكنولوجيا |
| شينجيانغ (2)       | شيهيزي         | - جامعة الشيهزي |
| شينجيانغ (2)       | أورومتشي       | - جامعة شينجيانغ |
| قويتشو             | غوييانغ        | - جامعة قويتشو |
| قانسو              | لانتشو         | - جامعة لانتشو |
| هاينان             | هايكو          | - جامعة هاينان |
| جيانغشى            | نانتشانغ       | - جامعة نانتشانغ |
| تشينغهاي           | شينينغ         | - جامعة تشينغهاي |
| يونان              | كونمينغ        | - جامعة يونان |
| تشجيانغ            | هانغتشو        | - جامعة تشجيانغ |
| قوانغشى            | ناننينغ        | - جامعة قوانغشى |
| منغوليا الداخلية   | هوهوت          | - جامعة منغوليا الداخلية |
| نينغشيا            | ينتشوان        | - جامعة نينغشيا |
| التبت              | لاسا           | - جامعة التبت |

### جامعات رائدة فيهونغ كونغوماكاو
| هونج كونج (6) | جامعة هونغ كونغ للعلوم والتكنولوجيا، جامعة هونغ كونغ، الجامعة الصينية بهونغ كونغ، جامعة مدينة هونغ كونغ، جامعة هونغ كونغ للفنون التطبيقية، جامعة هونغ كونغ المعمدانية |
| ماكاو (1)     | جامعة ماكاو |

## التصنيفات
بغض النظر عن تصنيفات الجامعات الأخرى في الصين، إلا ان وزارة التعليم في الصين لا تؤيد أو تعترف بأي تصنيف يتم إجراؤه بواسطة أي طرف ثالث.
التصنيفات الدولية الأخرى:
- الترتيب الأكاديمي لجامعات العالم من قبل جامعة شنغهاي جياوتونغ
- تصنيف يو إس نيوز آند وورد ريبورت لأفضل الجامعات العالمية
- تصنيفات جامعة تايمز للتعليم العالي العالمية
- تصنيفات جامعة كيو إس للجامعات العالمية
- تصنيف جامعة ليدن للجامعات
- تصنيف الجامعة حسب الأداء الأكاديمي.
- تصنيف مؤشر نيتشر
- تصنيفات UTN حسب تصنيف الأداء للأوراق العلمية للجامعات العالمية
- تصنيف مؤسسات سيماجو
- مركز تصنيف الجامعات العالمية (CWUR)
- ترتيب ويبوميتركس لجامعات العالم يصنف أكثر من 2500 جامعة في الصين[13]